# Vagusnerven

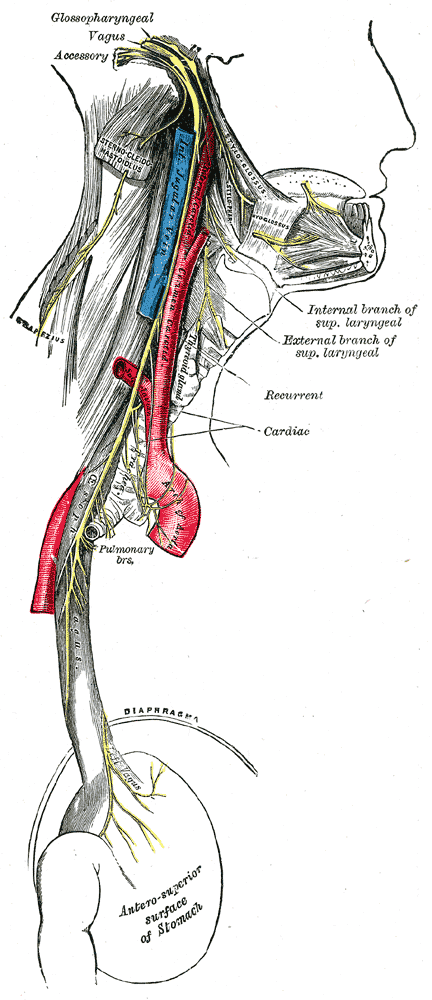
Bild som visar tung- och svalgnerven bland flera nerver, bland annat vagusnerven.

Vagusnerven (latin: nervus vagus, den kringirrande nerven) är den tionde kranialnerven (kranialnerv X).
Vagusnerven är människokroppens längsta kranialnerv och utgår från den förlängda märgen i hjärnstammen. Vagusnerven innehåller både sensoriska nervfibrer (från solitärkärnan och trillingnervens spinala kärna) och motoriska nervfibrer (från dorsala vaguskärnan och ambiguuskärnan). Vagusnerven består av cirka 80 000 nervtrådar vars aktivitet till 80 procent består av att samla in data om vad som pågår i kroppen och 20 procent av aktiviteten åtgår till att styra processer i kroppen.
Vagusnerven är viktig inom både det autonoma och somatiska nervsystemet. Det autonoma nervsystemet kan delas in i visceralafferens (inälvssensorik) och visceralefferens (inälvsmotorik, här parasympatiskt). Vagusnerven innerverar endast sensoriskt inom det somatiska nervsystemet (somatoafferens). Utöver detta innehåller vagusnerven även så kallade brankialefferenta nervtrådar vilka innerverar skelettmuskulatur som embryologiskt urspringer från gälbågarna i gälapparaten.
I tabellen nedan sammanfattas vagusnervens innervationer utifrån dess fyra typer av nervtrådar:
| Visceralafferens                                       | Visceralefferens                   | Brankialefferens | Somatoafferens                                                                           |
| ------------------------------------------------------ | ---------------------------------- | --- | ---------------------------------------------------------------------------------------- |
| Smaklökar i struplocket, inälvor i bröst- och bukhålan | Glatt muskulatur, körtlar, hjärtat | M. palatoglossus, svalgmuskulatur förutom m. stylopharyngeus, mjuka gommens muskulatur förutom m. tensor veli palatini, intern larynxmuskulatur inklusive stämbanden | Undre svalgrummet, struphuvudet, dura mater i den bakre skallgropen, en del av ytterörat |

En kliniskt viktig gren till vagusnerven heter recurrensnerven (latin: nervus laryngeus recurrens). Den högra recurrensnerven utgår från den högra vagusnerven vid den högra nyckelbensartärens nivå och korsar under denna artär för att gå upp mot huvudet igen. Den vänstra recurrensnerven utgår i kontrast till detta från den vänstra vagusnerven vid aortabågens nivå. Den vänstra recurrensnerven korsar därefter under aortabågen och går därefter också upp mot huvudet. Recurrensnerven innerverar all intern larynxmuskulatur förutom m. cricothyroideus som istället innerveras av den övre laryngeusnerven (latin: nervus laryngeus superior). Påverkan av recurrensnerven eller vagusnerven ovanför dennes nivå kan således leda till stämbandspares. En annan kliniskt viktig faktum är att då vagusnerven innerverar det mesta av svalgets och den mjuka gommens muskulatur är denna nerv viktig för svalgreflexen.

## Den inflammatoriska reflexen
Forskaren Kevin Tracey har visat att hjärnan, genom reflexsignalering, har en påverkan på immunsystemet. Denna process kallas den inflammatoriska reflexen. Studier på möss har visat att immunförsvaret lugnas, när vagusnerven stimuleras med elektriska impulser.
En försöksstudie i Bosnien, Kroatien och Holland av personer med kraftig kronisk ledgångsreumatism fick en pacemaker inopererad. Den stimulerade nerven en minut om dagen. Resultatet antyder att ledgångsreumatism kan behandlas med vagusstimulering. Efter drygt en månad upplevde sex av de åtta första deltagarna att de hade blivit kraftigt förbättrade.
I Sverige pågår (2015) en försöksstudie för behandling av Crohns sjukdom, en inflammationssjukdom i tarmen, med hjälp av elektrisk stimulering av vagusnerven.
Förhoppningar finns om att man ska kunna påverka andra inflammatoriska sjukdomstillstånd som till exempel psoriasis, diabetes, alzheimers, blodförgiftning och hjärtsjukdomar.
Försök pågår också (2022) att behandla andra tillstånd, som PTSD och depression, genom att påverka vagusnerven.